# One Room Disco
"One Room Disco" es el primer sencillo lanzado en el 2009 por el grupo idol electropop japonés Perfume, siendo el major sencillo número nueve con los ya anteriormente lanzados, salió a la venta el 25 de marzo de 2009, con una presentación de CD-only version y CD-DVD version. Este sencillo fue etiquetado como el número 1 en la tabla semanal de Oricon el primero de abril.

## Información
El título de "One Room Disco" es un tema muy primaveral, esta canción trata sobre una mudanza a un nuevo lugar, se muestra como todo cambia en la vida, tratando de demostrar optimismo ante esta situación.
"23:30" es el B-side, que suena al estilo de un jazz lento.
El PV de One Room Disco se grabó en un solo estudio con colores rojo, blanco y azul, el video se realizó en una sola sesión de 30 horas de grabación continua. La Edición Limitada DVD incluye el PV, además de contener escenas inéditas de la realización del video, así como numerosos extras.

## Canciones

### CD
1. "One Room Disco" (ワンルーム・ディスコ?)
2. "23:30"
3. "One Room Disco -Original Instrumental-"
4. "23:30 -Original Instrumental-"

### DVD
1. "One Room Disco" (ワンルーム・ディスコ?) Video Clip

- Datos: Q2436181